# Yumenornis

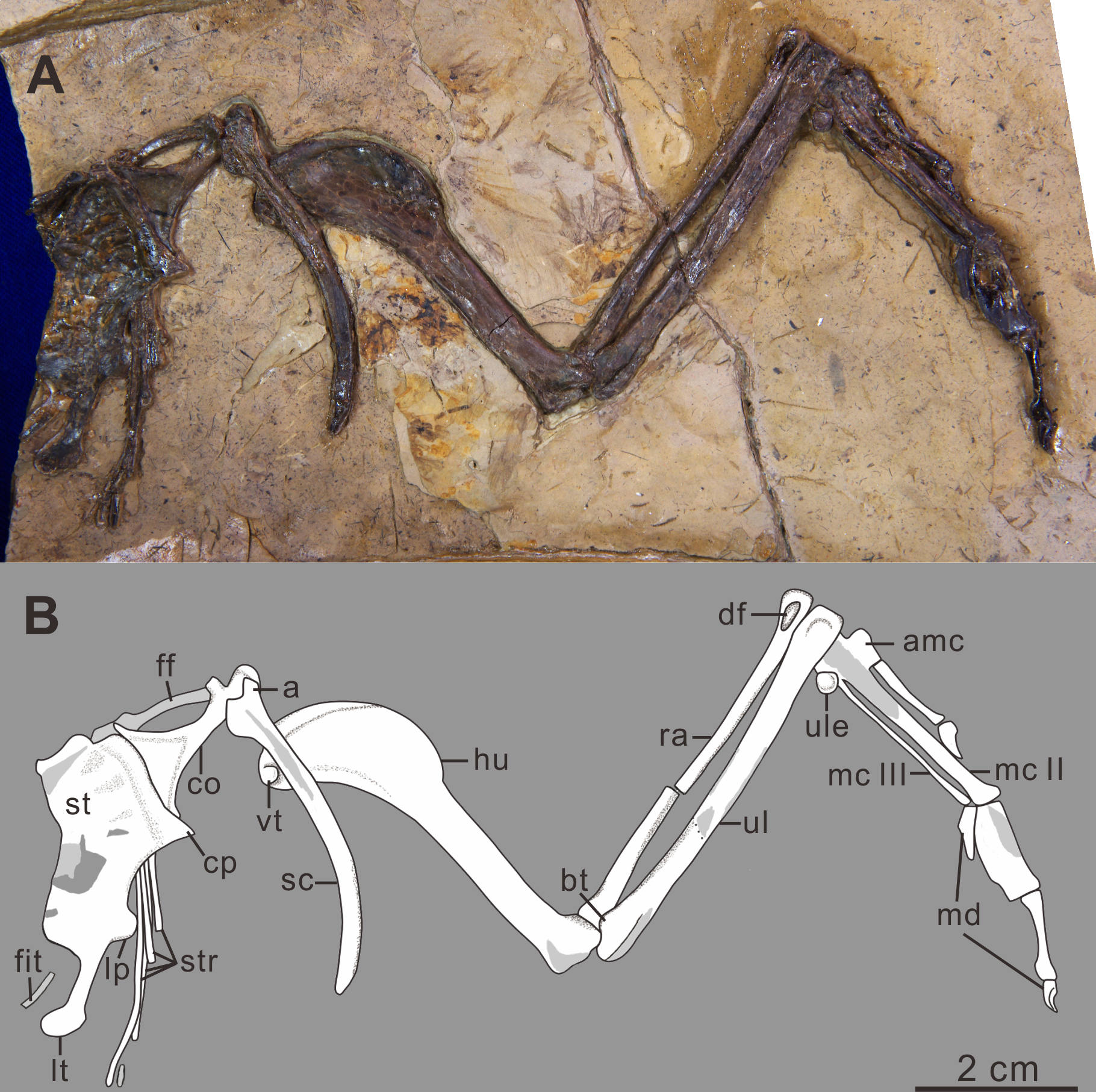
Het holotype van Yumenornis met verklarend diagram

Yumenornis is een geslacht van uitgestorven vogels uit het Vroeg-Krijt van het huidige China, behorend tot de Ornithuromorpha. De enige benoemde soort is Yumenornis huangi.

## Vondst en naamgeving
Sinds de jaren tachtig worden er in het Changmabassin in Gansu veel skeletten gevonden van de vogel Gansus. Onder het fossiele materiaal bevinden zich echter ook enkele exemplaren die afwijken. Besloten werd drie daarvan als aparte soorten te benoemen.
In 2013 benoemden en beschreven Wang Yaming, Jingmai K. O'Connor, Li Daqing en You Hailu de typesoort Yumenornis huangi. De geslachtsnaam combineert de naam van de stad Yumen met een Oudgrieks ὄρνις, ornis, 'vogel'. De soortaanduiding eert Hung Zhaochu, een bejaarde medewerker van het Institute of Vertebrate Paleontology and Paleoanthropology.
Het holotype (GSGM)-06-CM-013 is gevonden in een laag van de Xiagouformatie die dateert uit het Aptien-Albien. Het bestaat uit een gedeeltelijk skelet zonder schedel. Bewaard zijn gebleven: een borstbeen, vier sternale ribben, een vorkbeen, de rechterschoudergordel en de rechterarm. Het fossiel maakt deel uit van de collectie van het Gansu Geological Museum.

## Beschrijving
Yumenornis is zo lang als Gansus, met de grootte van een duif. Het gewicht is geschat op 151,5 gram, iets zwaarder dan Gansus.
De beschrijvers wisten enkele onderscheidende kenmerken vast te stellen. Die vormen een unieke combinatie van op zich niet unieke eigenschappen. De voorrand van het borstbeen vormt een relatief scherpe hoek van 90 graden. De zijranden van het borstbeen hebben afgeronde uitsteeksels. De achterste zijuitsteeksels van het borstbeen, de trabeculae, zijn robuust en aan hun uiteinde verbreed. Het spaakbeen heeft een diepe groeve aan het onderste uiteinde. De hand is 10 procent langer dan het borstbeen.
Het was belangrijk om aan te tonen dat het holotype niet simpelweg een wat afwijkend exemplaar van Gansus was. Dat zou blijken uit twee kenmerken. Bij Gansus is de voorrand van het borstbeen veel stomper, een hoek van 140 graden makend. Bij Gansus zijn de achterste zijuitsteeksels van het borstbeen niet verbreed.

## Fylogenie
Een kladistische analyse vond Yumenornis in een 'kam' of polytomie met Gansus en verder de ook in 2013 benoemde Changmaornis en Jiuquanornis, deel van een grote groep soorten die net buiten de Ornithurae vielen, maar waarvan de onderlinge verwantschap niet verder bepaald kon worden.

## Levenswijze
Yumenornis leefde vermoedelijk net als Gansus als een watervogel, de typische rol van ornithuromorfen in het Changmabekken.